# Martin Rees

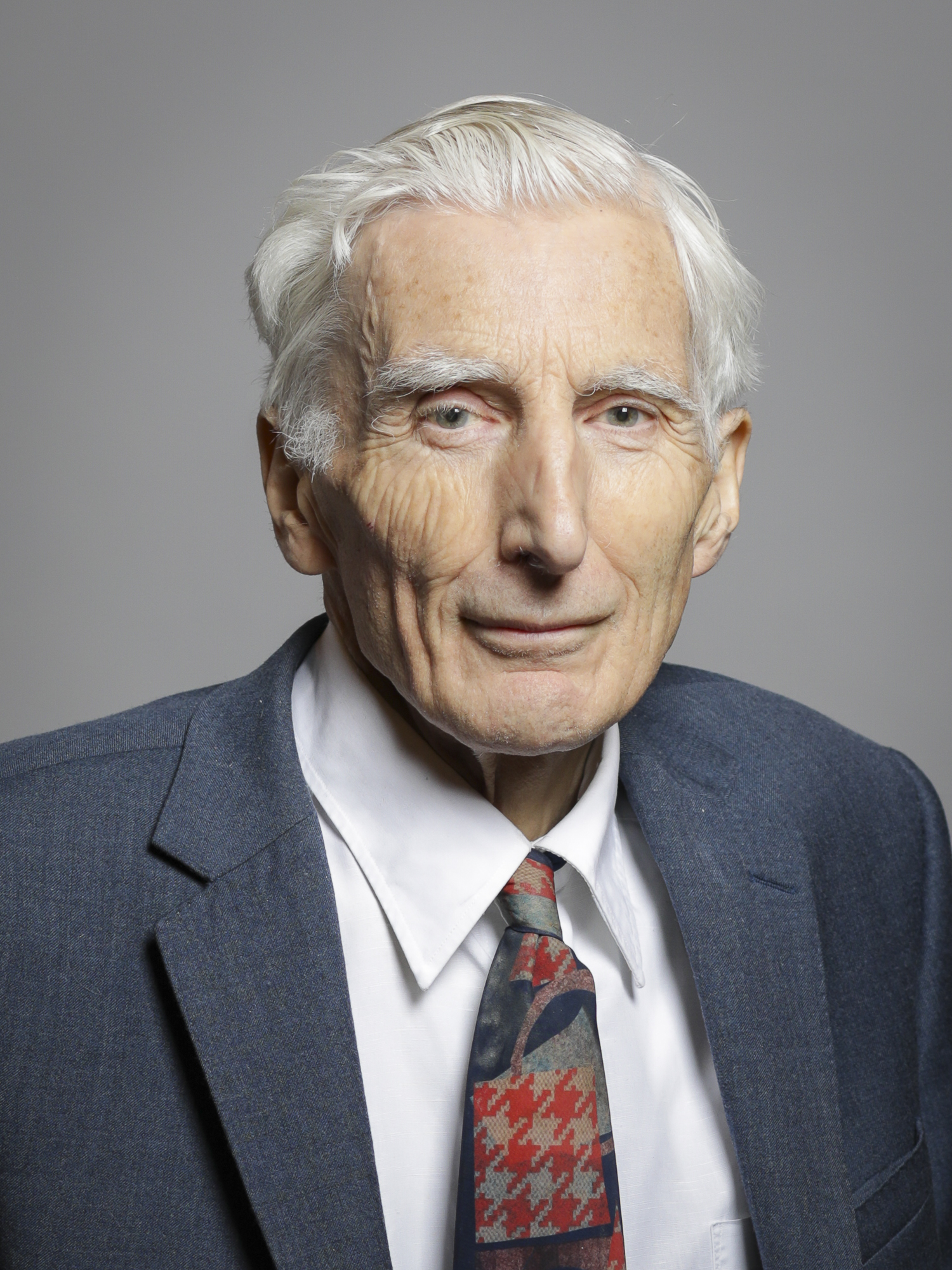
Martin Rees, 2019

Martin John Rees, Baron Rees of Ludlow OM, PRS (* 23. Juni 1942 in York) ist ein britischer Astronom und Life Peer.

## Leben und Wirken
Rees studierte am Trinity College in Cambridge und promovierte 1967 bei Dennis W. Sciama. Nach Forschungsaufenthalten in Großbritannien und den USA wurde er Professor an der University of Sussex. Von 1973 bis 1991 war er Plumian Professor in Cambridge und leitete in dieser Zeit für zehn Jahre das dortige Institut für Astronomie.
Rees ist seit 1995 Königlicher Astronom (Astronomer Royal) und war von 2004 bis 2012 Master des Trinity College sowie Professor für Kosmologie und Astrophysik in Cambridge. Von 2005 bis 2010 war er Präsident der Royal Society.
Rees lieferte bedeutende Beiträge über den Ursprung der kosmischen Hintergrundstrahlung, über Galaxienhaufen und über die Galaxienentstehung. Er gehörte zu den frühesten Vertretern der Vorstellung, dass aktive Galaxienkerne wie z. B. Quasare durch Materieeinströmung auf Schwarze Löcher angetrieben werden und hat wichtige Aspekte ihrer Physik beschrieben. 1966 schlug er eine Erklärung scheinbar überlichtschneller Objekte in der Astrophysik vor.
In seinem 2003 erschienenen Buch Our Final Hour (alternativer Titel: Our Final Century, deutsch: Unser letztes Jahrhundert) stellt er die These auf, dass unentschieden sei, ob das Überleben der Menschheit angesichts fehlgeleiteter Technologieentwicklung und Umweltrisiken bis zum Ende des 21. Jahrhunderts gesichert sei.
2005 wurde er als Baron Rees of Ludlow, of Ludlow in the County of Shropshire, zum Life Peer erhoben und ist dadurch seither Mitglied des House of Lords.
2012 war er Mitgründer des Centre for the Study of Existential Risk (CSER), das sich der Erforschung existenzieller Risiken und langfristigem Denken (longtermism) widmet.

## Ehrungen
- 1984: Dannie-Heineman-Preis für Astrophysik
- 1987: Goldmedaille der Royal Astronomical Society
- 1989: Balzan-Preis für Hochenergie-Astrophysik
- 1989: Karl-Schwarzschild-Medaille der Astronomischen Gesellschaft
- 1991: Namensgeber für den Asteroiden (4587) Rees
- 1992: zum Knight Bachelor geschlagen
- 1993: Bruce Medal
- 1996: Science Writing Award des American Institute of Physics für „Gravity’s Fatal Attraction. Black Holes in the Universe“
- 1998: Bower Award and Prize for Achievement in Science
- 2000: Bruno-Rossi-Preis
- 2001: Gruber-Preis für Kosmologie
- 2003: Petrie Prize Lecture
- 2003: Albert Einstein World Award of Science
- 2004: Henry Norris Russell Lectureship der American Astronomical Society
- 2005: Crafoord-Preis zusammen mit James E. Gunn und James Peebles
- 2011: Templeton-Preis
- 2012: Isaac-Newton-Medaille
- 2013: Dirac-Medaille des ICTP
- 2015: Marcel Grossmann Award
- 2015: Mehrfarbiger Orden der Aufgehenden Sonne am Band (Japan)[6]
- 2016: Erasmus Medal der Academia Europaea
- 2016: Ehrendoktorwürde der Harvard University[7]
- 2017: Julius-Edgar-Lilienfeld-Preis
- 2023: Copley-Medaille[8]
- 2024: Wolf-Preis in Physik[9]

## Mitgliedschaften
- 1975: Mitglied der American Academy of Arts and Sciences
- 1982: Mitglied der National Academy of Sciences
- 1990: Mitglied der Päpstlichen Akademie der Wissenschaften[10]
- 1993: Mitglied der American Philosophical Society
- 1994: Auswärtiges Mitglied der Russischen Akademie der Wissenschaften
- 1996: Ausländisches Mitglied der Accademia Nazionale dei Lincei[11]
- 2007: Mitglied des Order of Merit[12]
- 2012: Ehrenmitglied der British Academy
- Mitglied der Königlich Schwedischen Akademie der Wissenschaften[13]
- Mitglied der Norwegischen Akademie der Wissenschaften
- Mitglied der Royal Astronomical Society
- Mitglied der Royal Society

## Werke
- John Gribbin und Martin Rees: Cosmic Coincidences. Dark Matter, Mankind, and Anthropic Cosmology. Bantam Books, New York u. a. 1989, ISBN 0-553-34740-3
  - Deutsch: Anita Ehlers (Übersetzung): Ein Universum nach Maß. Bedingungen unserer Existenz. Birkhäuser, Basel, Boston und Berlin 1991, ISBN 3-7643-2558-5
- Martin Rees: Perspectives in Astrophysical Cosmology. Cambridge University Press, Cambridge [u. a.] 1995, ISBN 0-521-47530-9
- Mitchell Begelman und Martin Rees: Gravity’s Fatal Attraction. Black Holes in the Universe. Scientific American Library, New York 1995, ISBN 0-7167-5074-0
  - Deutsch: Margit Röser (Übersetzung): Schwarze Löcher im Kosmos. Die magische Anziehungskraft der Gravitation. Spektrum, Akademie Verlag, Heidelberg, Berlin und Oxford 1997, ISBN 3-8274-0105-4
- Martin Rees: Before the Beginning. Our Universe and Others. Simon & Schuster, London 1997, ISBN 0-684-81766-7
  - Deutsch: Anita Ehlers (Übersetzung): Vor dem Anfang. Eine Geschichte des Universums. Fischer, Frankfurt am Main 1998, ISBN 3-10-062913-2
- Martin Rees: Just Six Numbers. The Deep Forces That Shape the Universe. Weidenfeld & Nicolson, London 1999, ISBN 0-297-84297-8
- Martin Rees: Our Cosmic Habitat. Princeton University Press, Princeton 2001, ISBN 0-691-08926-4
  - Deutsch: Thomas Filk (Übersetzung): Das Rätsel unseres Universums. Hatte Gott eine Wahl? Beck, München 2003, ISBN 3-406-50900-2
- Martin Rees: Our Final Hour. A Scientist’s Warning: How Terror, Error, and Environmental Disaster Threaten Humankind’s Future In This Century — On Earth and Beyond. Basic Books, New York 2003, ISBN 0-465-06862-6
  - Deutsch: Friedrich Griese (Übersetzung): Unsere letzte Stunde. Warum die moderne Naturwissenschaft das Überleben der Menschheit bedroht. Bertelsmann, München 2003, ISBN 3-570-00631-X
- Martin Rees (Hrsg.): Universe. The Definitive Visual Guide. Dorling Kindersley, London 2005, ISBN 1-4053-1071-5
  - Deutsch: Martin Kliche und Marcus Würmli (Übersetzung): Das Universum. Die große Bild-Enzyklopädie. Dorling Kindersley, München 2006, ISBN 3-8310-0946-5
- Martin Rees: From Here to Infinity. Scientific Horizons. Profile Books, London 2011, ISBN 978-1-84668-503-3
- Martin Rees: On the Future. Prospects for Humanity. Princeton University Press, Princeton 2018, ISBN 978-0-691-18044-1
  - Deutsch: Martina Wiese (Übersetzung): Unsere Zukunft. Perspektiven für die Menschheit. Wissenschaftliche Buchgesellschaft Theiss, Darmstadt 2020, ISBN 978-3-8062-3970-6
- Donald Goldsmith und Martin Rees: The End of Astronauts. Why Robots are the Future of Exploration. The Belknap Press of Harvard University Press, Cambridge, Massachusetts 2022, ISBN 978-0-674-25772-6
- Martin Rees: If Science is to Save us. Polity Press Oxford 2022, ISBN 978-1-5095-5420-1
  - Deutsch: Georg Hauptfeld (Übersetzung): Wenn uns Wissenschaft retten soll. Edition Konturen, Wien und Hamburg 2023, ISBN 978-3-902968-85-2
- J. Silk, Martin Rees, A. Blanchard, T. Abel, Max Tegmark, F. Palla: How Small Were the First Cosmological Objects? In: Astrophysical Journal, Band 474, 1997, S. 1–12.